# Rybołówstwo w Indiach
Rybołówstwo w Indiach
Według danych z 2001 roku indyjscy rybacy złowili łącznie prawie 6 mln ton ryb co daje Indiom jedno z czołowych miejsc na świecie. Wyraźna tendencja wzrostowa w wielkości połowów, zwłaszcza połowów śródlądowych wskazywać może na dalsze umacnianie pozycji w skali globalnej.
Ryby i inne organizmy wodne stają się ważną częścią indyjskiego eksportu, zwłaszcza hodowane w akwakulturach krewetki. Ponad połowę indyjskich połowów stanowią organizmy złowione lub wyhodowane w wodach śródlądowych, a ich udział w całkowitej produkcji z roku na rok jest coraz większy.

## Uwarunkowania rozwoju rybołówstwa w Indiach
Indie leżą w Azji Południowej nad Oceanem Indyjskim. Przeważająca część kraju leży na Płw. Indyjskim, który jest oblewany przez wody M. Arabskiego (od zachodu) oraz Zat. Bengalskiej (od wschodu). Do Indii należą archipelagi: Lakszadiwy na M. Arabskim oraz Andamany i Nikobary na granicy Zat. Bengalskiej i M. Andamańskiego.
Łączna długość wybrzeża wynosi 8118 km. Z ogólnej liczby 35 stanów i terytoriów związkowych Indii, 13 ma dostęp do morza:
| Stan lub terytorium związkowe | w km  | w %   |
| Indie razem                   | 8 118 | 100,0 |
| Andamany i Nikobary           | 1 912 | 23,6  |
| Gudźarat                      | 1 600 | 19,7  |
| Tamil Nadu                    | 1 076 | 13,3  |
| Andhra Pradesh                | 974   | 12,0  |
| Maharasztra                   | 720   | 8,9   |
| Kerala                        | 590   | 7,3   |
| Orisa                         | 480   | 5,9   |
| Karnataka                     | 300   | 3,7   |
| Bengal Zachodni               | 158   | 1,9   |
| Lakszadiwy                    | 132   | 1,6   |
| Goa                           | 104   | 1,3   |
| Puducherry                    | 45    | 0,6   |
| Daman i Diu                   | 27    | 0,3   |

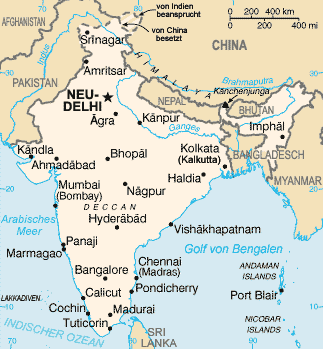
Indie

Granica wód terytorialnych biegnie w odległości 12 mil morskich od brzegu, natomiast wyłączna strefa ekonomiczna obejmuje obszar do 200 mil morskich od brzegu lub do granicy szelfu kontynentalnego. Łącznie wody terytorialne oraz wyłączna strefa ekonomiczna Indii zajmują powierzchnię ok. 2,2 mln km² (w tym ok. 663 tys. km² stanowią wody wokół Andamanów i Nikobarów).
Wody oblewające Indie i podlegające ich zarządowi (wody terytorialne, wyłączna strefa ekonomiczna) należą do dwóch (z 19) statystycznych regionów połowowych wydzielonych przez ONZ na obszarze Wszechoceanu. Na zachód od Indii – region 51 (Ocean Indyjski Zachodni), na wschód – 57 (Ocean Indyjski Wschodni). Obszary te stanowią jednocześnie główne łowiska dla indyjskich rybaków.

## Rybołówstwo śródlądowe

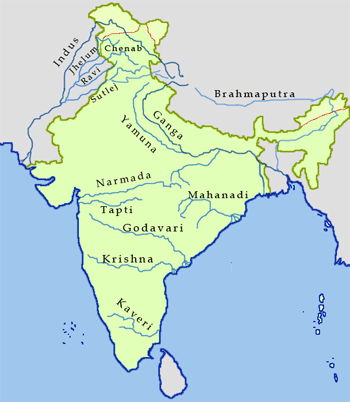
Największe rzeki Indii

Indie posiadają także bardzo korzystne warunki geograficzne sprzyjające rozwojowi rybołówstwa śródlądowego. Na terenie Indii płyną jedne z największych rzek świata: Ganges, Brahmaputra i Indus, ponadto innymi ważnymi rzekami są: Kriszna, Godawari, Mahanadi czy Jamuna. Ganges i Brahmaputra tworzą największą na świecie deltę zajmująca powierzchnię ponad 100 tys. km². Łączna długość indyjskich rzek i kanałów wynosi 192 210 km. Natomiast pozostałe wody śródlądowe (jeziora, sztuczne zbiorniki) zajmują powierzchnię 66 120 km².
Najwięcej w stanach:
- Orisa – 9 800 km² (14,8%)
- Andhra Pradesh – 8 110 km² (12,3%)
- Bengal Zachodni – 5 450 km² (8,2%)
- Kerala – 5 430 km² (8,2%)
- Karnataka – 5 110 km² (7,7%).

Ponadto występują liczne mokradła i solniska.

## Rybołówstwo morskie
Szacuje się, że potencjalne zasoby ryb morskich w Indiach wynoszą ok. 3,9 mln ton rocznie, z czego obecnie poławia się ok. 2,9 mln t. Niewykorzystany milion ton jest skutkiem tego, że potencjalne zasoby ryb znajdują się w głębszych partiach oceanu, poza zasięgiem przeważających w indyjskim rybołówstwie małych łodzi rybackich. Ze względu na zacofanie technologiczne i niską mechanizację rybołówstwo indyjskie jest mało wydajne.
Liczbę aktywnych rybaków morskich szacuje się na ok. 1 mln osób, natomiast liczba „ludności rybackiej” wynosi ok. 3 mln. Ponadto z rybołówstwa utrzymuje się ok. 0,5 mln gospodarstw domowych.
Rycina obrazuje wzrost wielkości połowów w Indiach od 1961 roku. Widać, że dynamika wzrostu połowów ryb morskich w okresie 1961-2001 była mniejsza niż dynamika wzrostu całej produkcji. Oznacza to ciągły wzrost udziału produkcji śródlądowej.
Wielkość połowów (zarówno marskich, jak i śródlądowych) w Indiach w okresie 2003-2004 według stanów i terytoriów związkowych. Całkowity połów wyniósł prawie 6,4 mln t. Najważniejszymi regionami połowów w kraju jest 6 stanów, w których poławia się łącznie 69,9% całkowitych połowów, są to stany: Bengal Zachodni, Andhra Pradesh, Kerala, Gujarat, Maharashtra, Tamil Nadu.
Indie posiadają liczne duże porty morskie, służące głównie do wywozu surowców, jak również indyjskim rybakom. Najważniejszym portem rybackim Indii jest leżący nad Zatoką Bengalską Visakhapatnam.

## Modernizacja rybołówstwa w Indiach w latach 2004–2006
Władze indyjskie prowadzą akcję motoryzacji i unowocześniania tradycyjnych łodzi, m.in.: przez subsydiowanie (50% kosztów lub 20 tys. rupii indyjskich) zakupu silników do łodzi oraz wprowadziły rabat na paliwo. Jak dotychczas dzięki programowi zmotoryzowano ok. 37 tys. łodzi. Władze prowadzą również akcję refundowania zakupu przez właścicieli małych łodzi (poniżej 20 m długości) systemu GPS, co miałoby poprawić bezpieczeństwo rybaków.
Istniejąca flota trawlerów jest obecnie wykorzystywana w niewielkim stopniu, czego przyczyną jest załamanie się połowów krewetek na znanych łowiskach, a także brak opłacalności dennych połowów ryb. W celu zagospodarowania niewykorzystywanych trawlerów proponuje się przekształcenie ich w ten sposób, aby mogły służyć do połowów nieeksploatowanych dotychczas zasobów tuńczyka i innych spokrewnionych ryb.
Od 1964 roku odbywa się ciągła budowa lub modernizacja infrastruktury indyjskich portów rybackich (nabrzeża, falochrony, giełdy rybne, pogłębianie i odmulanie), w wyniku której zmodernizowano lub zbudowano 6 dużych portów, 38 małych portów oraz 142 przystanie rybackie. Władze indyjskie rozwijają także infrastrukturę przemysłową do dalszego przetwarzania ryb, jak również inwestują w rozwój wsi rybackich i poprawę warunków życia rybaków – zapewnienie wody pitnej i mieszkań, tworzenie giełd rybackich, stworzenie specjalnego ubezpieczania od wypadków. Jednym z działań podjętych przez władze indyjskie jest także tworzenie i rozwój baz danych (m.in. GIS) dotyczących rybołówstwa i dziedzin powiązanych, pozwalających na monitoring całego sektora.
W Indiach istnieją liczne organizacje i instytuty zajmujące się problematyką rybołówstwa, m.in. utworzony w 1968 roku w Bangalur – Central Institute of Coastal Engineering for Fishery (CICEF).

## Skutki tsunami z 26 grudnia 2004 roku
Tsunami zdewastowało indyjskie wybrzeża Tamil Nadu, Kerali, Andhra Pradesh, Puduććeri oraz Andamany i Nikobary. Z ponad 10 700 indyjskich ofiar śmiertelnych tsunami większość stanowili rybacy. Zniszczonych zostało ponad 42 400 tradycyjnych oraz prawie 6 600 zmotoryzowanych łodzi rybackich. Uszkodzeniu uległo ponad 15 600 łodzi tradycyjnych oraz prawie 3 600 łodzi zmotoryzowanych. Ponadto zdewastowana została cała przybrzeżna infrastruktura (wsie, miasta, drogi itp.) znajdująca się w zasięgu fali. Większość ocalałej ludności straciła cały dorobek życia.

## Akwakultura śródlądowa
Władze indyjskie wdrażają również plan rozwoju rybołówstwa i akwakultury śródlądowej, do najważniejszych założeń projektu należą m.in.:
- popularyzacja farm rybnych,
- różnicowanie składu gatunkowego istniejących farm,
- refundacja kosztów budowy lub unowocześnienia stawów, a także pierwszego zarybienia (skala przyznanych środków zależy od przynależności do plemienia czy kasty).

W latach 2004–2005 w farmach rybnych objętych programem produktywność wynosiła 2 300 kg z ha rocznie. Osobny plan obejmuje akwakulturę tzw. wód słonawych w których odbywa się hodowla krewetek.